# Colcarteria kempseyi
Colcarteria kempseyi là một loài nhện trong họ Desidae.
Loài này thuộc chi Colcarteria. Colcarteria kempseyi được miêu tả năm 1992 bởi Gray.